# Piriqueta flammea
Piriqueta flammea là một loài thực vật có hoa trong họ Lạc tiên. Loài này được (Suess.) Arbo miêu tả khoa học đầu tiên năm 1981.